# دارشکنک سفیدنوک
دارشکنک سفیدنوک (نام علمی: Picumnus albosquamatus) نام یک گونه از سرده دارشکنک‌ها است.